# 峰城镇
峰城镇，是中华人民共和国四川省达州市宣汉县下辖的一个乡镇级行政单位。地处宣汉县东北部，东接南坝镇、五宝镇，南连桃花乡，西邻凤林乡、老君乡，北界华景镇、观山乡。辖区总面积85.95平方千米。

## 行政区划
峰城镇下辖以下地区：
天府社区、西牛村、龙泉村、仁义村、豆溪村、板桥河村、牙石村、野鸭村、寨扁村、天龙村、堰滩村和黄木村。